# Rachid Ouaissa
Rachid Ouaissa (* 23. Mai 1971 in Tazmalt, Algerien) ist ein deutsch-algerischer Politologe und seit 2009 Professor an der Philipps-Universität Marburg. Er leitet dort das Fachgebiet „Politik des Nahen und Mittleren Ostens“ am Centrum für Nah- und Mitteloststudien (CNMS).

## Leben
Rachid Ouaissa wurde 1971 in Tazmalt in der Kabylei, Algerien, geboren. Nach dem Abitur im Jahr 1989 begann er ein Medizinstudium an der Universität Tizi Ouzou, das er nach zwei Jahren wegen des Ausbruchs des Algerischen Bürgerkriegs abbrechen musste. Er engagierte sich damals als Mitglied des "Mouvement culturel berbère", einer kabylischen Organisation, welche die offizielle Anerkennung der Amazigh-Identität in Nordafrika anstrebte. 1993 emigrierte er nach Halle (Saale), wo er nach dem Abschluss des Studienkollegs ab 1994 Politikwissenschaften, Romanistik und Philosophie studierte. Für seine sehr guten Studienleistungen und sein interkulturelles Engagement wurde er 1997 mit dem DAAD-Preis der Martin-Luther-Universität Halle-Wittenberg ausgezeichnet. 1999 schloss er das Studium der Politikwissenschaft ab und begann eine Promotion an der Universität Leipzig. Dort wurde er 2004 mit seiner Arbeit „Staatsklasse als Entscheidungsakteur in den Ländern der Dritten Welt : Struktur, Entwicklung und Aufbau der Staatsklasse am Beispiel Algerien“ mit Summa cum laude von Hartmut Elsenhans promoviert. Von 2002 bis 2008 war Ouaissa wissenschaftlicher Mitarbeiter am Lehrstuhl für Internationale Beziehungen am Institut für Politikwissenschaft der Universität Leipzig, bevor er 2008 als Visiting Scholar für vier Monate an der Dalhousie University in Halifax, Kanada, tätig war.
Im März 2009 wurde Ouaissa als Professor für Politikwissenschaft und Leiter des Fachgebiets „Politik des Nahen und Mittleren Ostens“ an das neu gegründete „Centrum für Nah- und Mitteloststudien“ (CNMS) der Philipps-Universität Marburg berufen. Seine Arbeitsschwerpunkte in Forschung und Lehre umfassen die Themen Rentensysteme und die Rolle von Mittelschichten und Renten in politischen und sozio-ökonomischen Transformationsprozessen, neue kulturell-identitäre politische Bewegungen in verschiedenen kulturellen Kontexten sowie islamistische Akteure in den Gesellschaften und politischen Systemen des Nahen und Mittleren Ostens und Nordafrikas.
Seit 2020 ist Ouaissa zudem Direktor des Merian Centre for Advanced Studies in the Maghreb (MECAM) in Tunis, Tunesien – ein vom Bundesministerium für Bildung und Forschung gefördertes Zentrum für interdisziplinäre Forschung und internationalen akademischen Austausch in den Sozial- und Geisteswissenschaften zum Leitthema “Imagining Futures – Dealing with Disparity”.

## Schriften (Auswahl)
- Ouaissa, Rachid; Pannewick, Friederike; Strohmaier, Alena (Hrsg.) (2021): Re-Configurations. Contextualizing Transformation Processes and Lasting Crises in the Middle East and North Africa. Wiesbaden: Springer VS.
- Ouaissa, Rachid; Elsenhans, Hartmut; Schwecke, Sebastian; Tétreault Mary-Ann (Hrsg.) (2015): The Transformation of Politicised Religion: Zealots Turned into Leaders. London: Routledge.
- Ouaissa, Rachid (2015): On the Trail of Frantz Fanon. In: Pannewick, Friederike/Khalil, Georges (Hrsg.): Commitment and Beyond: Reflections on/of the Political in Arabic Literature since the 1940s. Wiesbaden: Reichert, S. 105–122.
- Ouaissa, Rachid (2014): Die Rolle der Mittelschichten im Arabischen Frühling – Ein Überblick. Wiesbaden: Springer VS.
- Ouaissa, Rachid; Gertel, Jörg (Hrsg.) (2014): Jugendbewegungen. Städtischer Widerstand und Umbrüche in der arabischen Welt. Bielefeld: transcript Verlag.
- Ouaissa, Rachid (2012): Arabische Revolution und Rente. In: Ruf, Werner (Hrsg.): Wandel in der Arabischen Welt. Berlin: LIT Verlag, S. 57–77.
- Ouaissa, Rachid (Hrsg.) (2005): Staatsklasse als Entscheidungsakteur in den Ländern der Dritten Welt: Struktur, Entwicklung und Aufbau der Staatsklasse am Beispiel Algerien. Mit einem Vorwort von Hartmut Elsenhans. Berlin: LIT Verlag.

## Forschungsprojekte (Auswahl)
Rachid Ouaissa war/ist Projektleiter in zahlreichen Forschungsprojekten:
- Merian Centre for Advanced Studies in the Maghreb (MECAM), gefördert durch das Bundesministerium für Bildung und Forschung (BMBF), 2020–2023 (erste Phase)[5]
- Rohstoffextraktivismus in Lateinamerika und dem Maghreb, gefördert durch das Bundesministerium für Bildung und Forschung (BMBF), 2021–2024 (gemeinsame Leitung mit Prof. Dr. Hans-Jürgen Burchardt, Universität Kassel)[6]
- Re-Konfigurationen. Geschichte, Erinnerung und Transformationsprozesse im Mittleren Osten und Nordafrika, gefördert durch das Bundesministerium für Bildung und Forschung (BMBF), 2013–2019[7]
- Außenpolitische Vorstellungen und Positionen moderater islamistischer Parteien, gefördert durch die Deutsche Forschungsgemeinschaft (DFG), 2008–2012[8]

## Sonstiges
Rachid Ouaissa ist Mitherausgeber der Reihe „Politik und Gesellschaft des Nahen Ostens“ des VS Verlags sowie der Zeitschrift „META – Middle East Topics and Arguments“ und Mitglied zahlreicher Fachorganisationen, darunter der „Deutschen Arbeitsgemeinschaft Vorderer Orient“, der „Deutschen Vereinigung für Politikwissenschaft“ und des Forschungsprogramm „Europe in the Middle East – the Middle East in Europe“ am Forum Transregionale Studien Berlin. Ouaissa war Promotionsstipendiat der Friedrich-Ebert-Stiftung und ist dort aktuell als Vertrauensdozent und Mitglied des Auswahlausschusses tätig.
Im Jahr 2018 wurde Ouaissa zusammen mit anderen hessischen Bürgerinnen und Bürgern mit Migrationshintergrund vom Land Hessen für „herausragende Leistungen in Bildung, Wirtschaft und Wissenschaft“ geehrt.